# 福井県サッカーリーグ
福井県サッカーリーグ（ふくいけんサッカーリーグ）とは、全国の各都道府県にあるサッカーの都道府県リーグのひとつ。福井県のクラブチームが参加するリーグである。

## 概要とレギュレーション
福井県サッカーリーグは4部構成である（2024年）。
- 1部（8チーム）
  - 前期：1回戦総当たり7試合
  - 後期：成績上位・下位に分かれ1回戦総当たり。勝ち点・得失点差は前期から持ち越し
- 2部（8チーム）
  - 前期：1回戦総当たり7試合
  - 後期：成績上位・下位に分かれ1回戦総当たり。勝ち点・得失点差は前期から持ち越し
- 3部（8チーム）
  - 前期：1回戦総当たり7試合
  - 後期：成績上位・下位に分かれ1回戦総当たり。勝ち点・得失点差は前期から持ち越し
- 4部（7チーム）
  - 前期：1回戦総当たり6試合
  - 後期：成績上位・下位に分かれ1回戦総当たり。勝ち点・得失点差は前期から持ち越し

各部のチーム数は新規加盟・活動休止及び北信越フットボールリーグとの昇降格により年度ごとに変動する。

### 昇格・降格について
- 1部優勝チームは北信越チャレンジリーグの参加権を得る。同大会で上位2位に入ると、北信越フットボールリーグ2部に昇格。
- 1部7位・8位は2部に自動降格。2部1位・2位は1部に自動昇格[2]。
- 2部7位・8位は3部に自動降格。3部1位・2位は2部に自動昇格。
- 3部8位は4部に自動降格。4部1位は3部に自動昇格。

## 参加チーム（2025年）

### 1部
- 大野FC
- 今立サッカークラブ
- セレソン福井カンピオーネ
- GEOMIX丸岡
- ORIGINE FC
- あわらサッカークラブ
- 福井KSC
- Fascino blu

### 2部
- 鯖江アズーリFC
- CC'BOYS
- CLUB OKUETSU
- パトリアーレSABAEアルティマ
- 春江サッカークラブ
- 南条サッカークラブ
- 福井県庁FC
- 福井銀行サッカー部

### 3部
- FC崔家
- FCフィル―ラ
- サッカースポーツクラブ勝山
- パトリアーレSABAEフォルツァ
- Ballena
- FC AMIK
- 日本原子力研究開発機構敦賀サッカー部
- アスレティック福井

### 4部
- 北陸電力福井サッカークラブ
- 福井市役所サッカー部
- 福井県庁MFC
- 大野市役所サッカー部
- 清水サッカークラブ
- Humpty
- レインボー若狭FC

## 1部リーグ歴代優勝クラブ
| - 第1回（1978年） 大野クラブ - 第2回（1979年） 大野クラブ - 第3回（1980年） 福井松下 - 第4回（1981年） 福井松下 - 第5回（1982年） 大野クラブ - 第6回（1983年） 春江サッカークラブ - 第7回（1984年） 芦原クラブ - 第8回（1985年） 大野クラブ - 第9回（1986年） 福井松下 - 第10回（1987年） 福井松下 - 第11回（1988年） 福井フェニックス - 第12回（1989年） 福井フェニックス - 第13回（1990年） 芦原クラブ - 第14回（1991年） 福井工業大学FC - 第15回（1992年） 福井松下 - 第16回（1993年） 丸岡フェニックスSC - 第17回（1994年） 丸岡フェニックスSC - 第18回（1995年） 丸岡フェニックスSC - 第19回（1996年） 丸岡フェニックスSC - 第20回（1997年） 丸岡フェニックスSC | - 第21回（1998年） 南条クラブ - 第22回（1999年） 丸岡フェニックスSC - 第23回（2000年） 丸岡フェニックスSC - 第24回（2001年） 丸岡フェニックスSC - 第25回（2002年） FC金津 - 第26回（2003年） 福井KSC - 第27回（2004年） FC金津 - 第28回（2005年） 丸岡フェニックスSC - 第29回（2006年） パナソニック福井FC - 第30回（2007年） 福井KSC - 第31回（2008年） 福井KSC - 第32回（2009年） 福井KSC - 第33回（2010年） 奥越FC - 第34回（2011年） 奥越FC - 第35回（2012年） パナソニック福井FC - 第36回（2013年） 奥越FC - 第37回（2014年） 福井KSC - 第38回（2015年） 清水SC - 第39回（2016年） 福井KSC - 第40回（2017年） 奥越FC | - 第41回（2018年） あわらクラブ - 第42回（2019年） 福井工業大学FC - 第43回（2020年） 大野FC - 第44回（2021年） 大野FC - 第45回（2022年） 大野FC - 第46回（2023年） 大野FC - 第47回（2024年） 大野FC |

## 1部リーグ歴代成績
| 回 | 年度 | 優勝               | 2位                      | 3位                      | 4位                      | 5位                      | 6位                      | 7位                          | 8位                          | 9位            | 10位                         |
| -- | ---- | ------------------ | ------------------------ | ------------------------ | ------------------------ | ------------------------ | ------------------------ | ---------------------------- | ---------------------------- | -------------- | ---------------------------- |
| 27 | 2004 | FC金津             | 丸岡フェニックスSC       | 福井松下                 | アルティマFC鯖江         | 春江クラブ               | アルティスタ丸岡         | SSC勝山                      | 奥越エスパルス               | 福井県庁       |                              |
| 28 | 2005 | 丸岡フェニックスSC | 福井松下                 | アルティスタ丸岡         | アルティマFC鯖江         | 武生クラブ               | 春江クラブ               | 南条クラブ                   | 芦原クラブ                   | SSC勝山        |                              |
| 29 | 2006 | パナソニック福井FC | 福井KSC                  | 武生クラブ               | アルティマFC鯖江         | 春江クラブ               | 南条クラブ               | セレソン円山カンピオーネ     | アルティスタ丸岡             | 芦原クラブ     |                              |
| 30 | 2007 | 福井KSC            | パナソニック福井FC       | 武生クラブ               | 春江クラブ               | セレソン円山カンピオーネ | アルティマFC鯖江         | マッドキャメルズ             | 南条クラブ                   | 鯖江アズーリFC |                              |
| 31 | 2008 | 福井KSC            | パナソニック福井FC       | 奥越FC                   | セレソン円山カンピオーネ | 武生クラブ               | 春江クラブ               | マッドキャメルズ             | アルティマFC鯖江             |                |                              |
| 32 | 2009 | 福井KSC            | 奥越FC                   | パナソニック福井FC       | 武生クラブ               | セレソン福井カンピオーネ | 春江クラブ               | 鯖江アズーリFC               | あわらクラブ                 |                |                              |
| 33 | 2010 | 奥越FC             | 武生クラブ               | パナソニック福井FC       | 三国クラブ               | 鯖江アズーリFC           | 春江クラブ               | セレソン福井カンピオーネ     |                              |                |                              |
| 34 | 2011 | 奥越FC             | パナソニック福井FC       | 三国クラブ               | 武生クラブ               | 春江クラブ               | プエルトーレ敦賀FC       | 鯖江アズーリFC               | 丸岡キッカーズ               |                |                              |
| 35 | 2012 | パナソニック福井FC | 春江クラブ               | 武生クラブ               | プエルトーレ敦賀FC       | 鯖江アズーリFC           | 三国クラブ               | CLUB O.K.B                   |                              |                |                              |
| 36 | 2013 | 奥越FC             | 清水クラブ               | 福井KSC                  | パナソニック福井FC       | プエルトーレ敦賀FC       | 武生クラブ               | 南条クラブ                   | 春江クラブ                   | 鯖江アズーリFC | 三国クラブ                   |
| 37 | 2014 | 福井KSC            | 春江クラブ               | 武生クラブ               | プエルトーレ敦賀FC       | 清水クラブ               | パナソニック福井FC       | 南条クラブ                   | あわらクラブ                 |                |                              |
| 38 | 2015 | 清水クラブ         | 春江クラブ               | 武生クラブ               | アルティマFC鯖江         | 南条クラブ               | プエルトーレ敦賀FC       | パナソニック福井FC           |                              |                |                              |
| 39 | 2016 | 福井KSC            | プエルトーレ敦賀FC       | 南条クラブ               | 武生クラブ               | アルティマFC鯖江         | あわらクラブ             | 清水クラブ                   | 春江クラブ                   | CC'BOYS        |                              |
| 40 | 2017 | 奥越FC             | あわらクラブ             | 武生クラブ               | 福井KSC                  | 今立クラブ               | 清水クラブ               | アルティマFC鯖江             | プエルトーレ敦賀FC           | 南条クラブ     |                              |
| 41 | 2018 | あわらクラブ       | 福井KSC                  | パナソニック福井FC       | 武生クラブ               | 今立クラブ               | Fascino blu              | パトリアーレ SABAEアルティマ | 清水クラブ                   |                |                              |
| 42 | 2019 | 福井工業大学FC     | パナソニック福井FC       | あわらクラブ             | 武生クラブ               | 今立クラブ               | 福井KSC                  | Fascino blu                  | プエルトーレ敦賀FC           |                |                              |
| 43 | 2020 | 大野FC             | パナソニック福井FC       | 福井KSC                  | あわらクラブ             | 福井工業大学FC           | CC'BOYS                  | 武生クラブ                   | パトリアーレ SABAEアルティマ | 今立クラブ     |                              |
| 44 | 2021 | 大野FC             | 福井KSC                  | 福井工業大学FC           | パナソニック福井FC       | CC'BOYS                  | 今立クラブ               | あわらクラブ                 | 武生クラブ                   | 鯖江アズーリFC | パトリアーレ SABAEアルティマ |
| 45 | 2022 | 大野FC             | 福井KSC                  | GEOMIX丸岡               | 今立クラブ               | 福井工業大学FC           | セレソン福井カンピオーネ | CC'BOYS                      | プエルトーレ敦賀FC           |                |                              |
| 46 | 2023 | 大野FC             | 今立クラブ               | セレソン福井カンピオーネ | GEOMIX丸岡               | 鯖江アズーリFC           | CC'BOYS                  | 福井KSC                      |                              |                |                              |
| 47 | 2024 | 大野FC             | セレソン福井カンピオーネ | 今立クラブ               | あわらクラブ             | GEOMIX丸岡               | ORIGINE FC               | CC'BOYS                      | 鯖江アズーリFC               |                |                              |